# Radzichowo
Radzichowo [rad͡ʑiˈxɔvɔ] (tiếng Đức: Idashof) là một khu định cư ở khu hành chính của Gmina Mielno, thuộc quận Koszalin, West Pomeranian Voivodeship, ở phía tây bắc Ba Lan.